# Вільям Руто
Вільям Самоей Арап Руто (нар. 21 грудня 1966) — кенійський політик, президент Кенії. З 2013 року обіймав посаду помічника президента Кенії. На президентських виборах 2013 року його обрали помічником президента разом із президентом Ухуру Кеніяттою у складі Ювілейного альянсу. Руто був членом парламенту (НА) з 1998 по 2013 рік. З серпня по грудень 2002 року обіймав посаду міністра внутрішніх справ в адміністрації Данієля арап Мої. Пізніше працював міністром сільського господарства з 2008 по 2010 рік і міністром вищої освіти з квітня по жовтень 2010 року в адміністрації Мваї Кібакі. Став президентом Кенії за результатами президентських виборів 2022 року.

## Молодість і освіта
Вільям Руто народився 21 грудня 1966 року в селі Самбут, округ Уасін Гішу, в родині Деніела Черуйота та Сари Черуйот. Він навчався в початковій школу Керотет. Його зарахували до середньої школи Варенг для отримання звичайного рівня освіти, а потім в школу для хлопчиків Капсабет в окрузі Нанді для отримання просунутого рівня. Він здобув ступінь бакалавра ботаніки та зоології в Університеті Найробі, який закінчив у 1990 році. У 2011 Руто здобув ступінь магістра з екології рослин. Наступного року після кількох невдалих спроб він здобув ступінь доктора філософії в Університеті Найробі, який закінчив 21 грудня 2018 року. Руто є автором кількох статей, зокрема статті під назвою «Розмаїття видів рослин і склад двох водно-болотних угідь у Національному парку Найробі, Кенія». Під час навчання в студентському містечку Руто був активним членом Християнського союзу. Він також очолював хор Університету Найробі.
Завдяки своїй церковній діяльності в Університеті Найробі Руто познайомився з президентом Данієлем арапом Мої, який пізніше познайомив його з політикою під час кампанії, пов'язаної з загальними виборами 1992 року.
Руто володіє чималою курячою фермою у своєму рідному селі Сугої, на яку його надихнула торгівля живими курками на шосе Найробі-Елдорет.

## Політична кар'єра
Після закінчення Університету Найробі в 1990 році з 1990 по 1992 рік Руто працював учителем у регіоні Північний Рифт у Кенії, де він також керував місцевим хором Африканської внутрішньої церкви (АВЦ).

### МК'92
Руто розпочав свою політичну кар'єру, коли став скарбником агітаційної групи Молодь для Кенії'92 (МК'92) яка лобіювала переобрання президента Мої в 1992 році, звідки він дізнався тонкощі кенійської політики. Також вважається, що він накопичив певні багатства в цей період. Після виборів 1992 року президент Мої розпустив МК'92, а Руто намагався поборотися за різні партійні посади в Національному союзі африканців Кенії (НСАК) (тоді керівної партії країни), але не досяг успіху.

### Член парламенту
Руто балотувався на місце в парламенті на загальних виборах 1997 року. Він несподівано переміг чинного президента Рубена Чесіре, обраного кандидата Мої, а також голову відділення Уасіна Гішу та помічника міністра. Згодом він здобув прихильність Мої та його призначили директором НСАК з виборів. Його підтримка у 2002 році улюбленого наступника Мої Ухуру Кеніятти дозволила Руто отримати місце помічника міністра в міністерстві внутрішніх справ. Під час виборів 2002 року деякі міністри уряду пішли у відставку для приєднання до опозиції, він отримав підвищення до повноцінного міністра уряду Кенії. НСАК програв вибори, але Руто зберіг своє місце в парламенті. У 2005 році Руто обрали генеральним секретарем НСАК, а Ухуру Кеніятта став головою.
У 2005 році в Кенії відбувся конституційний референдум, який не підтримував НСАК. Деякі члени керівного коаліційного уряду НАРК, головним чином колишні міністри НСАК з опозиційної коаліції у складі Ліберально-демократичної партії (ЛДП), були незадоволені недотриманням президентом Кібакі передвиборчого Меморандуму про взаєморозуміння щодо розподілу влади та створення на посаді прем'єр-міністра, приєднався до КАНУ, щоб виступити проти запропонованої конституції. Оскільки символом голосування «Ні» був апельсин, ця нова група назвала свій рух Помаранчевим демократичним рухом (ПДР). Руто був частиною його вищого керівництва під назвою Пентагоном. Він зміцнив свою виборчу базу в провінції Рифт-Веллі. ПДР переміг на референдумі.
У січні 2006 року Руто публічно заявив, що боротиметься за пост президента на наступних загальних виборах (2007). Його заяву засудили деякі його колеги з НАРК, зокрема колишній президент Мої. До цього часу ПДР перетворилася на політичну партію. Руто домагався свого висунення кандидатом у президенти від Помаранчевого демократичного руху (ПДР), але 1 вересня 2007 року він посів третє місце з 368 голосами. Переможцем став Раїла Одінга з 2656 голосами, друге місце посів Мусалія Мудаваді з 391 голосом. Після голосування Руто висловив підтримку Одінгу. 6 жовтня 2007 року він пішов у відставку з посади генерального секретаря НАРК, коли Асамблея під керівництвом Ухуру Кеніятти підтримала Кібакі.

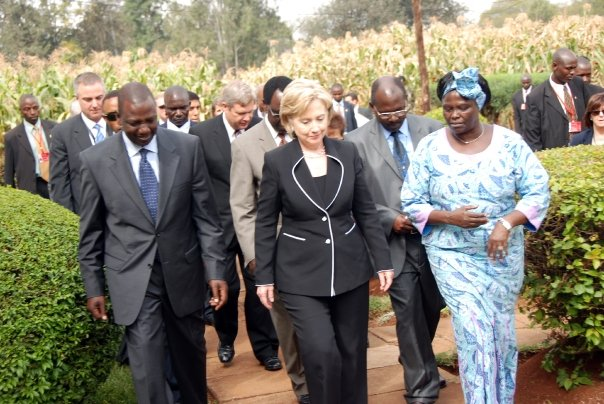
Державний секретар США Гілларі Клінтон (у центрі) гуляє з міністром сільського господарства Вільямом Руто (ліворуч), екологічним і політичним активістом Вангарі Маатаї (праворуч) під час екскурсії в Кенійський сільськогосподарський науково-дослідний інститут (КСГНДІ) поблизу Найробі, 5 серпня 2009 року.

Президентські вибори у грудні 2007 року зайшли в глухий кут. Виборча комісія Кенії оголосила переможцем Кібакі, але Раїла та ПДР заявили про свою перемогу. Мваї Кібакі поспішно склав присягу як президент під час президентських виборів у грудні 2007 року. Після виборів і суперечок щодо результатів Кенію охопила жорстока політична криза. Кібакі та Одінга домовилися сформувати уряд із розподілом влади. У великому коаліційному кабінеті, призначеному на 13 квітня 2008 року і приведеному до присяги 17 квітня, Руто був призначений міністром сільського господарства. Руто також став членом парламенту від виборчого округу Елдорет-Нортз з 2008 по 4 березня 2013 року.
Руто був у списку людей, які були звинувачені перед судом у МКС за причетність до політичного насильства в Кенії у 2007—2008 роках. Однак справа МКС зіткнулася з проблемами, особливо щодо відводу ключових свідків обвинувачення. У квітні 2016 року суд зняв звинувачення проти Руто.
21 квітня 2010 року Руто перевели з Міністерства сільського господарства до Міністерства вищої освіти, помінявшись посадами з Саллі Косгей. 24 серпня 2011 року Руто звільнили з посади міністра, але він залишився членом парламенту. Він об'єднався з Ухуру Кеніяттою для формування альянсу для участі в президентських виборах 2013 року.

### Виконувач обов'язків президента
Під час перебування президента Ухуру Кеніятти у Гаазі Руто виконував обов'язки президента Кенії з 5 по 8 жовтня 2014 року.

### Помічник президента

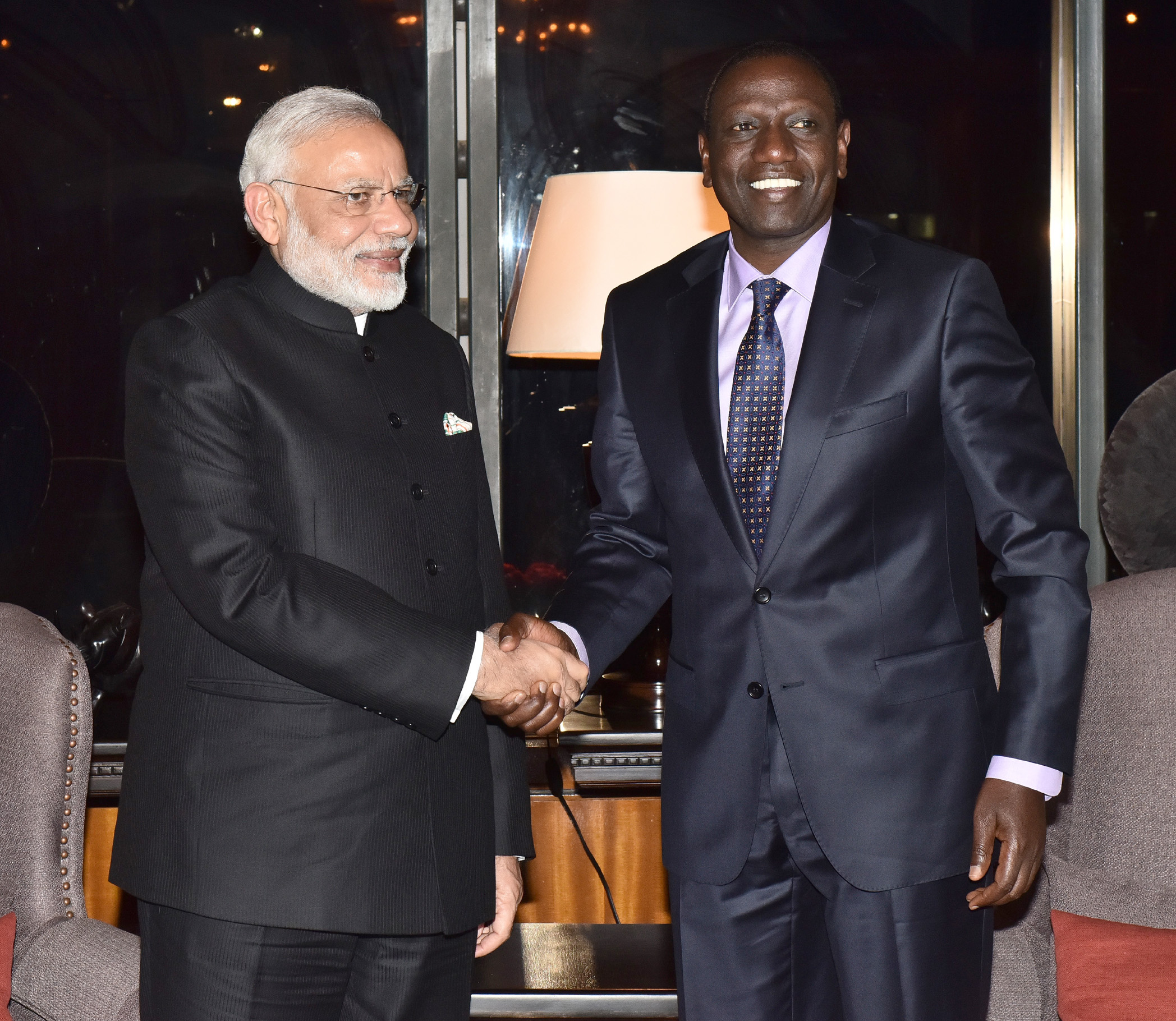
Руто з прем'єр-міністром Індії Нарендрою Моді у 2016 році

6 жовтня 2014 року президент Ухуру Кеніятта призначив Руто виконувачем обов'язків президента Кенії після його виклику до МКС.
На загальних виборах у серпні 2017 року Ухуру та Руто були оголошені переможцями, набравши 54 % від загальної кількості поданих голосів. Однак Верховний суд Кенії визнав вибори недійсними. У жовтні 2017 року відбулися нові вибори, які бойкотувала опозиція. Ухуру та Руто були переобрані, набравши 98 % голосів. Верховний суд Кенії підтвердив результати.

### Кандидат у президенти
У грудні 2020 року Руто оголосив про свій союз із новоствореною партією Об'єднаний демократичний альянс. Він був єдиним кандидатом у президенти, який брав участь у другій частині президентських дебатів 2022 року.

## Суперечки

### Захоплення землі
Руто пов'язують з багатьма спорами щодо захоплення земель, включно з кількома кенійськими державними корпораціями, втягнутими в нескінченні земельні судові процеси. Багато засобів масової інформації, а також політиків і активістів часто описують його як «Арап-Машамба» (слово є телескопія від сина земель).

#### Земля готелю «Вестон»
Руто пов'язують із захопленням землі для готелю «Вестон», що викликано публічним звинуваченням з боку кількох державних корпорацій Кенії, які територіально розташовані поряд. Згідно з «Стандард» державне Управління цивільної авіації Кенії (УЦАК) обдурили, змусивши відмовитись від землі, на якій побудували готель «Вестон». У 2001 році УЦАК, яка спочатку займала цю землю, отримала альтернативні ділянки, які належали іншій державній установі, Метеорологічному департаменту. УЦАК не займало альтернативну ділянку землі, на якій побудували готель Руто «Вестон». За даними УЦАК, з метою відмови від тієї самої ділянки землі потужний картель, який працював у міністерстві земельних ресурсів, і кілька держслужбовців з Міністерства земельних ресурсів вступили у змову. У січні 2019 року з'ясувалося, що згідно з Національною комісією з земельних ресурсів, Руто винен і повинен сплатити народу Кенії за землю площею 0,773 акра навпроти аеропорту Вілсона, на якій побудували готель «Вестон». У лютому 2019 року Руто публічно визнав, що та земля була незаконно придбана першими власниками, у яких він її придбав. У серпні 2020 року Руто запропонував держагентству заплатити за землю. У зв'язку з відмовою у компенсації за землю, УЦАК вимагало знесення готелю через незаконне придбання, шахрайство та корупцію. За даними УЦАК, державна земля була призначена для будівництва штаб-квартири та злітно-посадкових смуг, її відчуження відбулося внаслідок змови з приватними організаціями, пов'язаними з Руто, як-от Priority ltd і Monene Investments. Інший законодавець, Нгунджірі Вамбугу, вимагав припинити всі інші справи в Кенії, пов'язані з викраденим майном, якщо підозрювані готові на компенсації, намагаючись поскаржитися на преференційне ставлення до Руто за його участь у вкрадені державного майна. У грудні 2020 року банк КЦБ підтримав Руто у судовій боротьбі за повернення землі.

#### Скандал з лісовими землями у Нгонзі

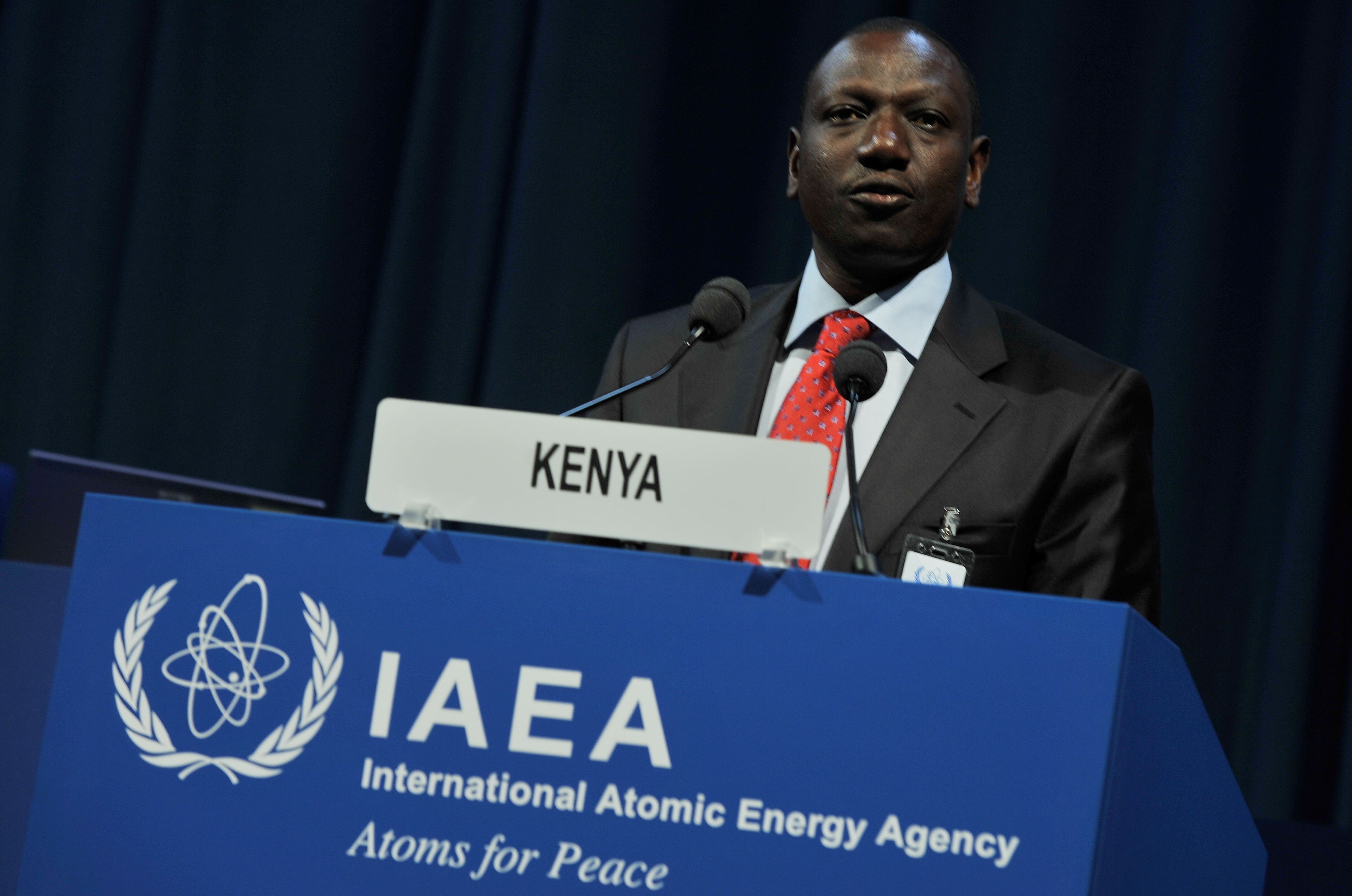
Руто на 54-й черговій сесії Генеральної конференції МАГАТЕ

У 2004 році Руто заарештували та притягнули до відповідальності за звинуваченням у викраденні іншою державною корпорацією Kenya Pipeline Company (Кенійська трубопровідна компанія) величезних сум грошей через сумнівні земельні угоди. Конституційний суд призупинив подальший розгляд справи через скарги Руто на судове переслідування на політичному підґрунті. Проте Верховний суд дозволив висунути кримінальні звинувачення проти міністра вищої освіти щодо ймовірного продажу компанії Kenya Pipeline Company Ltd. ділянки землі в лісі Нгонг. У 2011 році його виправдали. У 2020 році поліція відновила розслідування у цій справі, оскільки стосунки Руто з президентом Ухуру Кеніяттою похитнулися на тлі антикорупційної війни.

#### Земля Мутеші
У червні 2013 року суд зобов'язав Руто виплатити жертві насильства після виборів 2007/08 років 5 мільйонів шилінгів за незаконне привласнення його землі. У тому ж рішенні Руто виселили із захопленої землі в провінції Уасін Гішу. Адріан Мутеші звинуватив Руто у змові з метою захоплення його земельної ділянки площею 100 акрів в Уасін Гішу під час насильства після виборів 2007/08 років, коли він, Адріан, утік у пошуках безпеки. Відповідно до матеріалів суду, Адріана насильно вигнали зі своєї ферми, а йому та членам його родини неодноразово погрожували вбивством. У лютому 2014 року Руто оскаржив рішення суду про сплату штрафу у розмірі 5 мільйонів шилінгів. У 2017 році Руто відкликав апеляцію на вирок. У жовтні 2020 року Адріан Мутеші помер з невідомих причин. Останні вісім років свого життя він займався судовою боротьбою за незаконно привласнену ділянку землі в Елдореті.

#### 900 акрів Джозефа Мурумбі
У жовтні 2019 року «Дейлі нейшн» повідомила про придбання Руто земельної ділянки площею 900 акрів іншого колишнього віцепрезидента Джозефа Мурумбі, який переслідував Руто через участь у незаконному придбанні землі. У тому ж місяці Руто звернув увагу на постійне обговорення цієї теми, що очевидно свідчило про спонсорування фейкових новин. Того ж місяця правозахисний лобіст з Довіреного товариства правозахисного альянсу закликав до розслідування таємничого придбання земельної ділянки площею 900 акрів, яка раніше належала іншому колишньому віцепрезиденту Мурумбі. Відповідно до звинувачень, Мурумбі мав кредитну суперечку щодо невиплати позики з державною корпорацією AFC за землю, яка була стягнута як забезпечення виплати. Стверджується, що Мурумбі не виплатив позику, тому AFC отримала право власності на землю, яку врешті продали Руто після його виплати позики, заборговану державній корпорації.

### Звинувачення у вбивстві Джейкоба Джуми
Кілька засобів масової інформації, активісти, політики та опозиційні діячі Кенії неодноразово пов'язували Руто з убивством Джейкоба Джуми. Джейкоб Джума був багатим бізнесменом, який відомий своєю критикою уряду та борцем із корупцією, публікацією цілеспрямованих твітів проти Руто та уряду Джубілей за кілька місяців до його вбивства в Найробі. У грудні 2015 року Джейкоб Джума у своїх твітах заявив, що Руто хоче його вбити. У травні 2016 року Джейкоба Джуму застрелили на дорозі Нгонг. Під час поховання Джейкоба Джуми, колишній член парламенту Сайрус Джіронго та колишній близький соратник Руто заявив, що Джейкоб Джума напав на Руто, дав йому ляпаса за погані стосунки з ним з невстановлених причин. Джиронго закликав поліцію розслідувати вбивство на основі нападу. Того ж місяця Руто погрожував подати до суду на Джиронго за його причетність до вбивства. Джиронго стверджував, що він та ще один колишній міністр, Кріс Окемо, були особисто залучені до сплати за навчання в університеті вбитого критика уряду, і що він надто добре знав суть суперечки. За словами Джиронго, ті самі вбивці брали участь у вбивстві Мешака Єбея, потенційного свідка захисту в судовому процесі МКС проти Руто.
У червні 2016 року канадська газета «Файненшиал пост» і кенійська газета «Стандарт» повідомили, що Джейкоб Джума був директором канадської компанії (Pacific Wildcat), ліцензію якої на розвідку корисних копалин на 2 мільярди доларів в окрузі Квале в Кенії анулювали. Це змусило Джейкоба Джуму скликати пресконференцію, на якій він заявив, що тодішній міністр гірничодобувної промисловості Наджиб Балала вимагав хабар за повторне надання ліцензії. Анулювання ліцензії призвело до особистого фінансового краху Джейкоба Джуми, а також спіткало його стати критиком уряду. За словами іншої посадової особи тієї ж канадської компанії, Руто та Балала вимагали від уряду Кенії передати ліцензію новій компанії, щоб безкоштовно отримати 50 % акцій нової компанії. Зрештою це викликало різку критику Руто й уряду Джейкобом Джумою у твітах, інтерв'ю ЗМІ, судових клопотаннях і політичному листуванні з опозиційними діячами, а також дипломатичними місіями в Кенії. Пізніше з'ясувалося, що Джейкоб Джума пообіцяв правлінню канадської компанії Pacific Wildcat, що боротиметься з бюрократичними затримками, а також з корупцією, яка стоятиме на шляху отримання ліцензії на видобуток. Рішення Верховного суду Кенії визнало, що міністр гірничої промисловості мав рацію, скасувавши ліцензію канадської компанії.
У жовтні 2016 року фотожурналіст Боніфас Мвангі також пов'язав Руто з убивством. Руто подав на нього до суду за наклеп. За словами адвоката Руто, претензії активіста знизили авторитет Руто серед «високодумаючих» людей Кенії.
У грудні 2016 року повідомлялося, що один зі співробітників офісу Руто також пов'язав Руто з убивством, передавши листа Мвангі з проханням допомогти у його справі про наклеп проти Руто, надавши подробиці вбивства особами з офісу Руто. Того ж місяця повідомлялося, що співробітників мали звинуватити в суді за вимагання. Слідчий офіцер стверджував, що заарештовані співробітники офісу Руто повідомили, що їхній колега, на ім'я Роно, володів правдивою інформацією про загибель активіста Мвангі в інсценованій ДТП. Пізніше заарештованого співробітника офісу Руто відправили на психічне обстеження через заяви, що його навчили брехати про вбивство Джейкоба Джуми Мвангі.
У лютому 2017 року повідомлялося, що Мвангі стверджував, що Руто хотів його смерті, як він убив Джейкоба Джуму.

### Звинувачення в корупції
Руто кілька разів звинувачували в корупції та захопленні землі. Його колишній союзник, який став лютим ворогом, Раїла Одінга звинуватив його в корупції, ставлячи під сумнів джерела коштів, які він регулярно збирає на благодійних акціях. Кілька його союзників і помічників також були змушені піти у відставку через корупційні скандали. Його також звинуватили у захопленні землі початкової школи в Найробі та землі, призначеної для очисних споруд у Руаї, Найробі. Руто спростував ці звинувачення.

### Виклик до Міжнародного кримінального суду
У грудні 2010 року прокурор Міжнародного кримінального суду оголосив, що він вимагає виклику шістьох осіб, зокрема Руто, через їхню причетність до насильства на виборах 2007—2008 років. Згодом Палата попереднього провадження МКС викликала Руто на прохання прокурора. Руто звинуватили в плануванні та організації злочинів проти прихильників Партії національної єдності президента Кібакі. Його звинуватили за трьома пунктами злочинів проти людства: один у вбивстві, один у насильницькому переселенні та один у переслідуванні. 23 січня 2012 року МКС підтвердив звинувачення проти Руто та Джошуа Санги у справі, в якій також фігурували Ухуру Кеніата, Френсіс Мутаура, Генрі Косгі та генерал-майор Мохаммед Хусейн Алі. Руто сказав уряду США, що пожежа в церкві Кіамбаа 1 січня 2008 року після загальних виборів 2007 була випадковою. У доповіді Комісії Вакі у 2009 році зазначено, що у наслідок «інциденту, який привернув увагу як кенійців, так і всього світу, були навмисно спалені живі люди, переважно жінки кікую, і діти, які зібралися разом у церкві» в Кіамбаа 1 січня 2008. У квітні 2016 року Міжнародний кримінальний суд припинив переслідування Руто.

### Напад
28 липня 2017 року будинок Руто став мішенню щонайменше одного нападника, озброєного мачете. Під час нападу поліцейський, який охороняв резиденцію, отримав поранення. У цей час Руто та його родини не було на території комплексу, оскільки він за кілька годин до інциденту вирушив на передвиборчий мітинг у Кітале. Також надходили повідомлення про стрілянину, і кілька джерел зі служби безпеки заявили, що атаку влаштували кілька озброєних людей. Поліція також припускала, що нападників було кілька, оскільки використовувалась різна вогнепальна зброя. Приблизно через 48 годин начальник поліції Кенії Джозеф Бойннет оголосив, що нападника застрелили, і ситуація під контролем.

## Особисте життя
У 1991 році Руто одружився з Рейчел Чебет. Пара спочатку жила в Дагоретті, де у них народився первісток Нік Руто.